# 卡舒埃拉多拉達 (米納斯吉拉斯州)
卡舒埃拉多拉達（葡萄牙語：Cachoeira Dourada），或直譯為「黃金瀑布」，是一個位於巴西東南部米納斯吉拉斯州的市鎮，始建於1962年12月30日，距離首府美景市約744公里，毗鄰的市鎮有卡皮诺波利斯、伊皮亚苏、卡納波利斯、伊图尤塔巴及戈亞斯州的卡舒埃拉多拉達。現任市長為奧維迪奧·阿弗羅·丹塔斯（葡萄牙語：Ovídio Afro Dantas）。

## 歷史
卡舒埃拉多拉達於19世紀到20世紀間開始有人群聚居。當時的村落有幾十名居民，主要從事原始農業活動，行政區劃上，卡舒埃拉多拉達原屬於伊圖尤塔巴市，1953年被提升為區（distrito）並在同年被併入卡皮諾波利斯市。1962年12月30日，根據第2764號法律，該地區成為獨立市鎮。

## 經濟

### 生產總值
巴西地理統計局2016年統計，卡舒埃拉多拉達年生產總值58,451,660雷亞爾，人均GDP為22,098.66雷亞爾。

### 人類發展指數
根據2010年聯合國開發計劃署的資料，卡舒埃拉多拉達的人類發展指數為0.726，屬於中度發展。

## 人口
根據巴西地理統計局於2018年的估計，卡舒埃拉多拉達共有6,421人，面積280.335平方公里，平均人口密度為22.90人/km2。
另一份2003年的資料顯示，卡舒埃拉多拉達的貧困率達31.47%，吉尼係數為0.37。

## 外部鏈結
- 卡舒埃拉多拉達市長官方網站 （页面存档备份，存于）
- 卡舒埃拉多拉達在IBGE上的資料
- 卡舒埃拉多拉達在維基衛星地圖（WikiMapia）上的資料（页面存档备份，存于）